# 407 a.C.

## Eventos

### Ocidente
- Numério Fábio Vibulano, pela segunda vez, Lúcio Fúrio Medulino, Caio Servílio Estruto Aala, pela segunda vez, e Caio Valério Potito Voluso, pela segunda vez, tribunos consulares em Roma.
- Alcibíades, general ateniense, domina uma revolta de estados subjugados.
- Alcibíades retorna para Atenas e é eleito general.
- Batalha de Mytilini.
- Thrasybule recaptura Abdera e Tasos.
- O comandante Espartano Lisandro inicia a construção de uma frota naval em Éfeso.
- Lisandro derrota a frota Atenienses de Notium.